# Гендельман, Дмитрий Семёнович
Дмитрий Семёнович Гендельман (род. 19 декабря 1970 года) — политический советник премьер-министра Израиля, консультировавший и представлявший в 2015—2023 годах партию «Ликуд» и её главу Биньямина Нетаньяху, собственник и руководитель маркетинго-консалтингового агентства Medianet.

## Ранние годы
Дмитрий Гендельман родился 19 декабря 1970 года в городе Новосибирске, СССР. В 1991 году он репатриировался в Израиль вместе с семьёй в рамках Большой алии. С середины 2000-х годов несколько лет проживал и работал в России, где вёл блог, посвящённый жизни израильтян в Москве. 

## Карьера в бизнесе
Работал директором по работе с клиентами в израильском подразделении рекламно-маркетингового агентства McCann Erickson (2002—2004), старшим медиа-планером в медиагентстве UM (2004—2006), а также медиа-директором российского оператора связи МТС (2006—2008).
В 2009 году Дмитрий Гендельман основал и возглавил маркетинго-консалтинговое агентство Medianet (также известное как Novy), ставшее одним из ведущих в сфере работы с русскоязычными израильтянами. В качестве эксперта отмечал значительный экономический потенциал и недооценённость израильским бизнесом местного русскоязычного потребительского сегмента.

## Партия «Ликуд»
С февраля 2015 по 2023 год Гендельман и его агентство занимались избирательными кампаниями партии «Ликуд», ориентированными на русскоязычный сектор израильского общества. Гендельман стал советником председателя партии «Ликуд» Биньямина Нетаньяху, консультируя его по политическим и медийным вопросам, а также представляя партию и её руководителя перед русскоязычным сектором.
В этот период отмечалась значительная роль конкуренции за русскоязычный электорат при определении результатов противоборства двух политических лагерей Израиля. Борьба за голоса русскоязычных израильтян шла, в первую очередь, между «Ликудом» и партией «НДИ», ориентированной на русскоязычный сектор израильского общества и к середине 2010-х годов доминировавшей в нём. По оценке профессора Зеэва Ханина, с сентября 2013 по январь 2015 года поддержка русскоязычными израильтянами «Ликуда» была на уровне 21-25%, что давало «Ликуду» 4—4,5 «русских» мандата в Кнессете из 120. Поддержка «НДИ» среди русскоязычных израильтян в 2014 году составляла 38%, и партия рассчитывала на 7,5—8 «русских» мандатов. К 2022 году, по данным, опубликованным изданием «Калькалист», поддержка русскоязычными обеих партий была уже равной, на уровне 30%. По данным исследователя Вячеслава Константинова, «Ликуд» набрал в 2022 году 29%, а «НДИ» — 17% голосов репатриантов. Пресса отмечала роль Гендельмана в борьбе «Ликуда» против «НДИ» за голоса русскоязычных израильтян.

## Политический советник премьер-министра
В октябре 2023 года Гендельман был назначен политическим советником премьер-министра Израиля. В круг задач Гендельмана входят информационная поддержка русскоязычных граждан Израиля, координация информационной работы министерств и ведомств страны за рубежом, работа со СМИ в Израиле и за границей, а также другие обязанности.
В частности, Дмитрий Гендельман стал участником Штаба по разъяснительной работе при Офисе премьер-министра Израиля, созданного в октябре 2023 года и сопровождающего военные операции Израиля в секторе Газа («Железные мечи») и Ливане («Стрелы севера»). Штаб координирует работу всех профильных министерств и ведомств. В рамках работы Штаба, Гендельман отвечает за обеспечение информацией 260 миллионов русскоязычных.
Гендельман даёт комментарии в связи с ходом военных действий, публикуемые, в том числе, на правительственных ресурсах и в его личном Telegram-канале, а также интервью прессе. Предоставляемые Гендельманом сведения о войне публикуются прессой России, СНГ, стран Запада, Азии и Африки. За первый год войны, согласно отчёту, предоставленному в интервью Эмилю Шлеймовичу, Гендельман дал свыше 500 интервью русскоязычным СМИ.

## Личная жизнь
Был женат, разведён. Имеет двух детей, дочь и сына. Известен как любитель горного велоспорта. Участник соревнований по триатлону серий Ironman и Israman.

## Оценки деятельности
Офис премьер-министра Израиля указал при назначении Гендельмана политическим советником премьер-министра на его значительный опыт в политической, общественной и медийной сферах, а также доверие и признательность к нему со стороны главы правительства Биньямина Нетаньяху.
Эмиль Шлеймович, главный редактор леволиберального израильского интернет-издания «Детали» охарактеризовал Гендельмана как одного из лучших, если не лучшего, медиаспециалиста Израиля в русскоязычном сегменте.